# Walerija Sołowjowa
Walerija Sołowjowa, ros. Валерия Александровна Соловьева (ur. 3 listopada 1992 w Saratowie) – rosyjska tenisistka, mistrzyni juniorskiego turnieju wielkoszlemowego US Open z 2009 roku w grze podwójnej.

## Kariera tenisowa
Pierwszy kontakt z zawodowym tenisem miała w czerwcu 2009 roku, kiedy to otrzymała dziką kartę do udziału w kwalifikacjach do niewielkiego turnieju ITF w holenderskim Apeldoorn. Nie zagrała tam jednak żadnego meczu, oddając już pierwszy mecz walkowerem. Po tym nieudanym starcie zagrała w wielkoszlemowym turnieju US Open w grze podwójnej dziewcząt i w parze z Ukrainką Maryną Zanewśką wygrała cały turniej.
W styczniu 2010 roku wygrała kwalifikacje do turnieju ITF w Plantation i wystąpiła w turnieju głównym. W pierwszej rundzie trafiła na Karolinę Kosińską i po trzysetowym meczu przegrała, odpadając tym samym z turnieju. 1 sierpnia 2010 roku wygrała swój pierwszy, i jak dotąd jedyny, turniej singlowy w Bree, pokonując w finale Francuzkę Myrtille Georges. Tydzień później, na turnieju w Moskwie, wygrała pierwszy turniej deblowy, gdzie w parze z Nadieżdą Guskową zwyciężyła z parą Teodora Mirčić / Marija Mirkovic. W sumie na swoim koncie ma wygrane trzy turnieje singlowe i czternaście deblowych rangi ITF.
W lutym 2011 roku spróbowała swoich sił w rozgrywkach cyklu WTA i zagrała w kwalifikacjach do turnieju Copa Colsanitas Santander w Bogocie, ale Włoszka, Corinna Dentoni okazała się od niej lepsza już w pierwszej rundzie tych kwalifikacji. Udanie natomiast przeszła kwalifikacje do turnieju Baku Cup i po wygraniu decydującego o awansie meczu z Tatią Mikadze zagrała w turnieju głównym. W fazie głównej imprezy przegrała w pierwszej rundzie z Anastasiją Pawluczenkową.
W 2012 roku zwyciężyła w pierwszym turnieju WTA, a miało to miejsce w Baku, kiedy razem z Iryną Buriaczok pokonały 6:3, 6:2 Evę Birnerovą i Albertę Brianti.
Na początku stycznia 2013 roku, również z Buriaczok, doszła do finału w Shenzhen, gdzie uległy 0:6, 5:7 parze Chan Hao-ching–Chan Yung-jan. W kwietniu razem z Ralucą Olaru osiągnęły finał w Katowicach, gdzie w meczu mistrzowskim przegrały z Larą Arruabarreną i Lourdes Domínguez Lino 4:6, 5:7. W czerwcu razem z Olaru zwyciężyły w Norymberdze, po pokonaniu w finale pary Anna-Lena Grönefeld–Květa Peschke wynikiem 2:6, 7:6(3), 11–9.
W maju 2014 roku w parze z Evą Hrdinovą zanotowała finał zawodów deblowych w Oeiras. W meczu mistrzowskim debel uległ parze Cara Black–Sania Mirza wynikiem 4:6, 3:6.

## Finały turniejów WTA
| Legenda                     | Legenda |
| --------------------------- | ------- |
| Wielki Szlem                |         |
| Igrzyska olimpijskie        |         |
| WTA Tour Championships      |         |
| 2009 – 2020                 |         |
| WTA Premier Mandatory       |         |
| WTA Premier 5               |         |
| WTA Premier                 |         |
| WTA International Series    |         |
| WTA 125K series (2012–2020) |         |

### Gra podwójna 5 (2–3)
| Końcowy wynik | Nr | Data             | Turniej    | Nawierzchnia   | Partnerka       | Przeciwniczki                            | Wynik finału      |
| ------------- | -- | ---------------- | ---------- | -------------- | --------------- | ---------------------------------------- | ----------------- |
| Zwyciężczyni  | 1. | 28 lipca 2012    | Baku       | Twarda         | Iryna Buriaczok | Eva Birnerová Alberta Brianti            | 6:3, 6:2          |
| Finalistka    | 1. | 5 stycznia 2013  | Shenzhen   | Twarda         | Iryna Buriaczok | Chan Hao-ching Chan Yung-jan             | 0:6, 5:7          |
| Finalistka    | 2. | 14 kwietnia 2013 | Katowice   | Ceglana (hala) | Raluca Olaru    | Lara Arruabarrena Lourdes Domínguez Lino | 4:6, 5:7          |
| Zwyciężczyni  | 2. | 15 czerwca 2013  | Norymberga | Ceglana        | Raluca Olaru    | Anna-Lena Grönefeld Květa Peschke        | 2:6, 7:6(3), 11–9 |
| Finalistka    | 3. | 3 maja 2014      | Oeiras     | Ceglana        | Eva Hrdinová    | Cara Black Sania Mirza                   | 4:6, 3:6          |

## Wygrane turnieje rangi ITF
| turnieje z pulą nagród 100 000 $ |
| turnieje z pulą nagród 75 000 $  |
| turnieje z pulą nagród 50 000 $  |
| turnieje z pulą nagród 25 000 $  |
| turnieje z pulą nagród 15 000 $  |
| turnieje z pulą nagród 10 000 $  |

### Gra pojedyncza
|    | Data       | Turniej     | ($)    | Naw.   | Finalistka       | Wynik         |
| 1. | 01/08/2010 | Bree        | 10 000 | ziemna | Myrtille Georges | 5:7, 6:4, 6:3 |
| 2. | 15/05/2016 | Naples      | 25 000 | ziemna | Kayla Day        | 6:4, 6:0      |
| 3. | 26/06/2016 | Baton Rouge | 25 000 | twarda | Jennifer Elie    | 5:7, 6:3, 6:0 |

## Finały wielkoszlemowych turniejów juniorskich

### Gra podwójna (1)
| Końcowy wynik | Rok  | Turniej | Nawierzchnia | Partnerka       | Przeciwniczki                  | Wynik finału   |
| Zwyciężczyni  | 2009 | US Open | Twarda       | Maryna Zanewśka | Elena Bogdan N. Lertcheewakarn | 1:6, 6:3, 10-6 |